# Маркин, Фёдор Дмитриевич
Федор Дми́триевич Ма́ркин (5 марта 1915 — 25 марта 1982) — гвардии старший сержант, разведчик 24-го гвардейского воздушно-десантного стрелкового полка 10-й гвардейской воздушнодесантной стрелковой дивизии. Герой Советского Союза.

## Биография
Федор Дмитриевич Маркин родился 5 марта 1915 года в деревне Низовке ныне Самойловского района Саратовской области. Русский. В 1927 году окончил начальную школу в родном селе.

### Военная служба
В 1936—1938 годах служил в Красной Армии. Летом 1938 года принимал участие в боях в районе озера Хасан.
Во время Великой Отечественной войны — с января 1942 по май 1945 года — сражался на Южном, Карельском и 3-м Украинском фронтах. Участвовал в освобождении Украины, Молдавии, Румынии, Венгрии и Австрии. Трижды ранен.
Звание Героя Советского Союза с вручением ордена Ленина и медали «Золотая Звезда» Федору Дмитриевичу Маркину было присвоено указом Президиума Верховного Совета СССР от 13 сентября 1944 года за доблесть и мужество, проявленные при форсировании реки Днестр.

### После войны
После окончания войны Федор Дмитриевич вернулся в родное село. В 1946—1951 годах работал председателем колхоза «12 лет Октября», в 1954—1960 — заведующим хозяйством колхоза «Ударник». С 1960 года Ф. Д. Маркин возглавлял коллектив колхозной птицеводческой фермы в деревне Низовке Самойловского района Саратовской области.
Умер 25 марта 1982 года.

## Награды
- Медаль «Золотая Звезда».
- Орден Ленина.
- Орден Красной Звезды (1943).
- Орден Славы 3-й степени (1944).
- Медали.